# État d'Ogun
Pour les articles homonymes, voir Ogun (homonymie).
L'État d'Ogun est un État du Sud-Ouest du Nigeria. Abeokuta est sa capitale et sa plus grande ville.

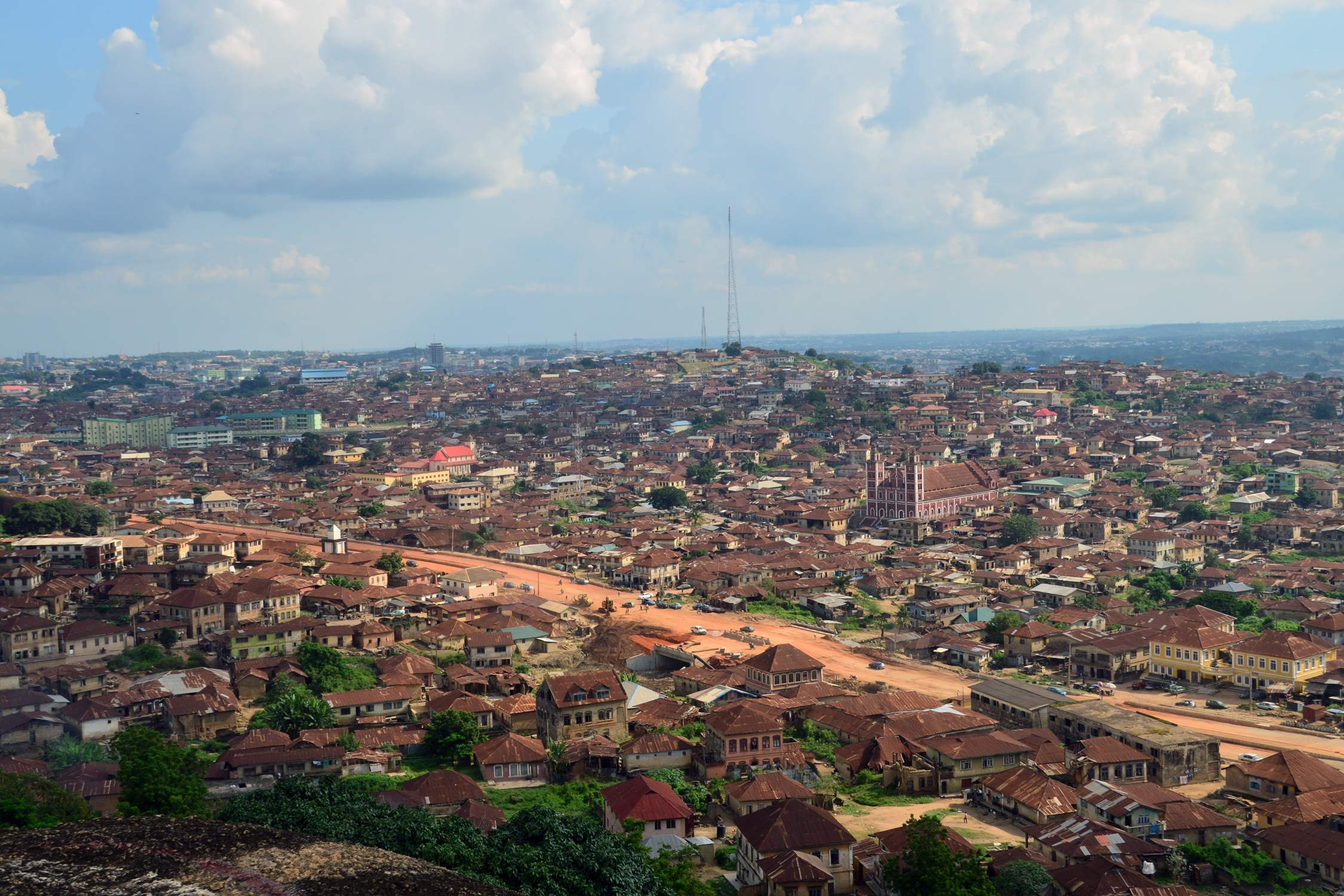
Vue aérienne d'Abeokuta dans l'État d'Ogun

## Géographie
Il est frontalier de l'État de Lagos au sud, des États d'Oyo et Osun au nord de l'État d'Ondo à l'est et de la république du Bénin à l'ouest.
| Plateau ( Bénin) | Oyo         | Osun |
| Plateau ( Bénin) | État d'Ogun | Ondo |
| Ouémé ( Bénin)   | Lagos       |      |

## Économie
Surnommé « la porte d'accès au Nigeria », l'État est connu pour avoir une forte concentration de zones industrielles. Parmi les principales usines d'Ogun se trouvent Dangote Cement à Ibese, Nestlé, Lafarge Cement factory à Ewekoro, Memmcol à Orimerunmu, Coleman Cables à Sagamu et Arepo, Procter & Gamble à Agbara, entre autres.

## Principales villes
| Ville      | population (estimation 2010) |
| ---------- | ---------------------------- |
| Abeokuta   | 801 282                      |
| Ijebu Ode  | 403 836                      |
| Shagamu    | 170 383                      |
| Ijebu Igbo | 101 545                      |
| Ago        | 62 816                       |
| Isaga      | 40 214                       |
| Ilaro      | 34 296                       |
| Aiyetoro   | 27 909                       |
| Meko       | 16 781                       |

## Personnalités
- Ire Aderinokun (née en 1991), première femme Google Developer Expert du Nigeria.